# Meingilstindur
Meingilstindur är en bergstopp i republiken Island. Den ligger i regionen Austurland, 300 km öster om huvudstaden Reykjavík. Toppen på Meingilstindur är 1 130 meter över havet.
Trakten runt Meingilstindur är nära nog obefolkad, med mindre än två invånare per kvadratkilometer. Det finns inga samhällen i närheten. Trakten runt Meingilstindur består i huvudsak av gräsmarker.